# Cimberis bihirsuta
Cimberis bihirsuta is een keversoort uit de familie bastaardsnuitkevers (Nemonychidae). De wetenschappelijke naam van de soort werd in 1971 gepubliceerd door Melville Harrison Hatch.